# Miami, Novi Meksiko
Miami je naseljeno neuključeno područje u okrugu Colfaxu u američkoj saveznoj državi Novom Meksiku. 
Ime je prikupio United States Geological Survey između 1976. i 1981. u prvoj fazi prikupljenja zemljopisnih imena, a Informacijski sustav zemljopisnih imena (Geographic Names Information System) ga je unio u popis 13. studenoga 1980. godine.

## Zemljopis
Nalazi se na 36°21′0″N 104°47′35″W / 36.35000°N 104.79306°W
Miami se nalazi duž Državne ceste NM br. 21. Smješten je između Springera i Sunny Sidea. U zajednici je šest domova i osam rančeva. 13 je kilometara jugoistočno od skautskog baznog kampa Philmonta i samo 6,4 km od kampa Rayada.

## Povijest
Miami su osnivači nazvali po Miamiju u Ohiju i izvorno se zvao Miami Ranch. Jezero Miami (eng. Miami Lake), umjetno jezerce u privatnom vlasništvu , smješteni tik od državne ceste br. 21, 10 km u pravcu zapada krećući se od mjesta, bio je dio projekta Miamija (eng. Miami Project) Farmerske razvojne kompanije (eng. Farmers Development Company) koja je kupila 81 km2 ovdje 1906. godine.